# Mario Gómez
Mario Gómez García (Riedlingen, 10 de julho de 1985) é um ex-futebolista alemão de ascendência espanhola que atuava como centroavante. Atualmente é diretor técnico de futebol da Red Bull. Encerrou a sua carreira na última partida da temporada 2019–20 no seu time do coração, o Stuttgart.
Em 2007, viveu uma das melhores temporadas da sua carreira, sendo campeão alemão com o Stuttgart, recebendo sua primeira convocação para a Seleção Alemã e, ao final da temporada, foi eleito o futebolista alemão do ano. Na Eurocopa de 2008, foi titular da Alemanha, mas seu desempenho não convenceu e ele foi sacado do time. Ainda assim, participou do elenco que participou das Eliminatórias da Copa do Mundo de 2010. Na Copa do Mundo FIFA de 2010, o atleta esteve na África do Sul com o time. A Alemanha fez uma boa campanha, chegando à semifinal diante da Espanha, mas acabou perdendo. Mesmo assim, a Seleção acabou na terceira colocação ao bater o Uruguai.
No dia 26 de maio de 2009, Gómez transferiu-se para o Bayern de Munique. Os valores da negociação não foram revelados, mas especulados pela imprensa em 30 milhões de euros, sendo a maior da história da Bundesliga. na epoca. No Bayern, foi titular e manteve excelente média de gols. Foi o artilheiro da Bundesliga de 2010–11 com 28 gols e o vice artilheiro da Liga dos Campeões da UEFA de 2011–12 com 12, ficando atrás somente do argentino Lionel Messi, que marcou 14.

## Carreira

### Stuttgart

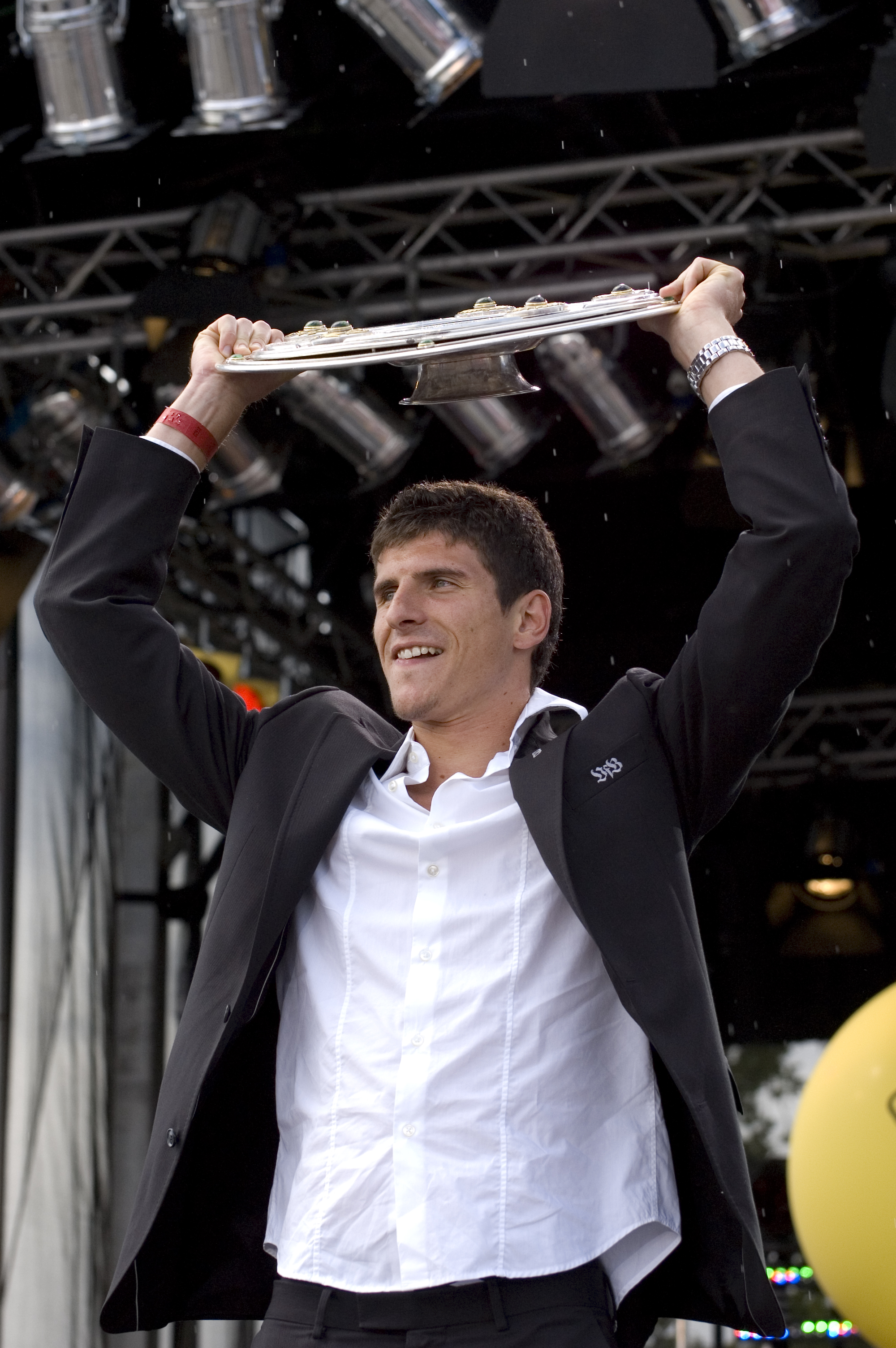
Gómez com a taça da Bundesliga de 2007, em que foi campeão com o Stuttgart

Em 2004, Gómez jogou 10 minutos no Stuttgart na Liga dos Campeões da UEFA em um jogo contra o Chelsea, em 9 de março e fez sua estreia na Bundesliga em 8 de maio.
Na temporada 2004–05, jogando pelo VfB Stuttgart da equipe na Regionalliga Süd (Regional Sul da Liga, em seguida, parte da terceira divisão do futebol alemão após a equipe nacional e da Bundesliga), ele marcou 15 vezes em 24 jogos e foi titular oito vezes.
Na temporada 2005–06, Gómez entrou para o primeiro time permanentemente. Ele jogou 30 vezes na Bundesliga, marcando seis vezes a este nível, o seu primeiro gol chegando em 17 de setembro de 2005. O atacante também jogou cinco vezes na Copa da UEFA, marcando duas vezes, e em três vezes no DFB-Pokal.
Na temporada 2006–07, ele se estabeleceu como um dos melhores marcadores da Bundesliga. No entanto, ele quebrou a mão em 10 de março de 2007 e sofreu rompimento no joelho esquerdo. Ele fez o seu regresso em 12 de maio de 2007, e imediatamente marcou depois de sair do banco. Nesse jogo, o Stuttgart derrotou o Bochum por 3 a 2 e ficou dois pontos à posição em final de semana da Bundesliga, onde eles ganharam em casa contra o Energie Cottbus, tornando-se assim campeões alemães. Além disso, o Stuttgart também chegou a final da DFB-Pokal, onde Gómez participou, mas perdeu para o Nuremberg. Após a temporada, ele foi nomeado melhor jogador do Campeonato Alemão do ano de 2007. Gómez estendeu seu contrato com o Stuttgart até 2012.
Enquanto, na temporada 2007–08, o resto de sua equipe se esforçou para manter desempenho em seus padrões de 2006–07, Gómez permaneceu em um nível surpreendentemente alto, marcando 19 gols em 25 jogos, o segundo artilheiro na lista da Bundesliga, apenas atrás de Luca Toni do Bayern de Munique, que marcou 24 gols. Na Copa da Alemanha ele foi o artilheiro com 6 gols. Por causa de seu desenvolvimento, muitos grandes clubes se interessaram pela frente e aos seus 23 anos, Gómez ganhou o apelido de Mr. Zuverlässig (Senhor confiável), como visto em sua segunda temporada com três gols contra o rival na Bundesliga Werder Bremen vencendo o Werder por 6 a 3, onde conseguiu um passe praticamente inacessível pelo companheiro de equipe Yildiray Basturk. Na temporada 2008-09, Gómez fez quatro gols para o VfB Stuttgart a uma vitória por 4 a 1 sobre os líderes da Bundesliga Wolfsburg.

### Bayern de Munique

#### 2009–10
Em 26 de maio de 2009, Gómez foi finalmente transferido para o Bayern de Munique em uma taxa de transferência que varia a 35 milhões de euros, assinando um contrato de 4 anos. Gómez não estava marcando como tinha sido em outras temporadas, com apenas 10 gols, mas na Copa ele era mais prolífico com 3 gols em apenas 4 jogos, Gómez recebeu poucas assistências. Surpreendentemente, ele fez um impacto como estava para iniciar a maioria dos jogos na próxima temporada para o Bayern. Também em sua primeira temporada Gómez falou com o seu companheiro de ataque na seleção e no clube, Miroslav Klose para dar-lhe alguma experiência do primeiro time.

#### 2010–11
Terminou a temporada de 2009–10 com 10 gols em 29 jogos. Depois de uma temporada como irregular para o técnico do Bayern. Gómez estabeleceu-se como titular durante a temporada de 2010–11 e terminou como artilheiro da Bundesliga com 28 gols. No dia 7 de maio de 2011, marcou três vezes contra o St. Pauli, numa goleada por 8 a 1 válida pela Bundesliga. O hat-trick foi o seu quinto na competição, e seu sexto geral, acrescentando em seu hat-trick contra o Cluj, na Liga dos Campeões da UEFA. Gómez marcou 13 hat-tricks em sua carreira na Bundesliga, três com Stuttgart e 10 com o Bayern. Gómez também marcou oito hat-tricks e seu time terminou em segundo lugar na Liga dos Campeões. Embora o Bayern foi eliminado na final contra o Internazionale. Gómez marcou 39 gols na temporada de 2010–11.

#### 2011–12
Gómez começou a temporada 2011–12 semelhante em relação à temporada anterior. Ele abriu sua serie de gols em 20 de agosto de 2011, numa goleada do Bayern sobre Hamburgo. Sete dias depois, Gómez marcou um hat-trick contra o Kaiserslautern. Em seguida, no dia 10 de setembro, o centroavante marcou quatro gols na goleada por 7 a 0 contra o Freiburg, selando quatro vitórias consecutivas para os bávaros e um retorno ao topo da tabela da Bundesliga. Já no dia 27 de setembro, voltou a ter boa atuação e marcou dois gols no triunfo por 2 a 0 contra o Manchester City, pela fase de grupos da Liga dos Campeões.

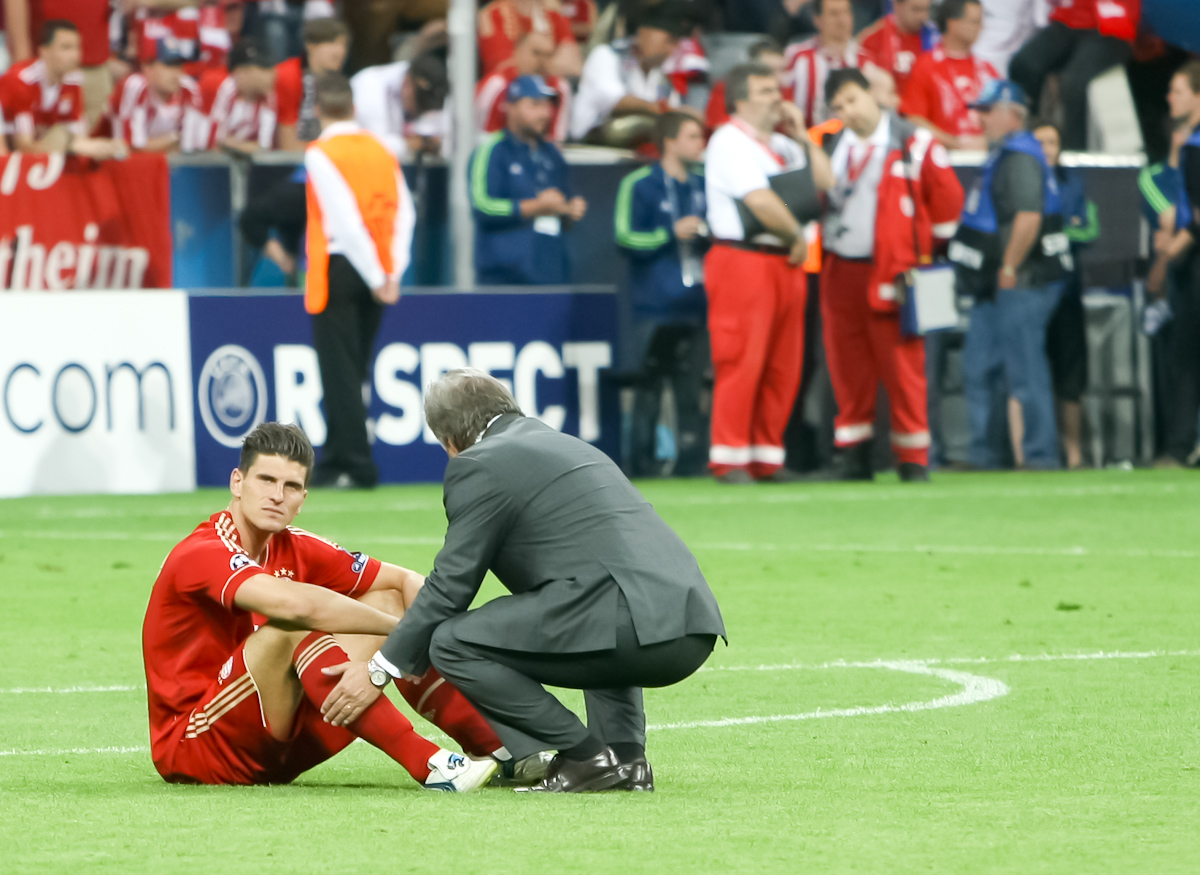
Gómez na final da Liga dos Campeões de 2011–12, em que o Bayern perdeu nos pênaltis para o Chelsea

Gómez marcou mais um gol na Bundesliga na vitória sobre o Hertha BSC quando o Bayern venceu por 4 a 0. O centroavante voltou a balançar as redes no dia 29 de outubro, quando o Bayern goleou o Nuremberg por 4 a 0. Em seguida, no dia 11 de dezembro, ele marcou seu terceiro gol na temporada e deu a vitória ao Bayern por 2 a 1 sobre o Stuttgart. Já no dia 2 de novembro, marcou um hat-trick na vitória por 3 a 2 contra o Napoli, válida pela fase de grupos da Liga dos Campeões. Pela Copa da Alemanha, Gómez marcou apenas dois tentos. O jogador voltou a marcar um gol no dia 16 de dezembro, contra o Colônia, sendo esse o seu gol de número 50 no ano de 2011, somando suas partidas por clube e Seleção Alemã.
Em 13 de março de 2012, a segunda etapa na Champions League contra o Basel, o Bayern perdeu para o Basel por 1 a 0 na ida e no jogo de volta, Gómez marcou quatro dos sete gols do Bayern vencendo o jogo por 7 a 0 indo às quartas de final. Nas quartas-de-final, o Bayern enfrentou o Olympique de Marseille e no primeiro jogo, em 28 de março, Gómez fez um gol e sua equipe venceu o jogo por 2 a 0.
Em 4 de abril, Gómez assinou um novo contrato com o Bayern de Munique para ficar no clube até o verão de 2016. Gómez marcou o gol da vitória em que o Bayern venceu por 2 a 1 sobre o Real Madrid na primeira etapa de sua semifinal, Sua equipe perdeu o segundo jogo por 2 a 1 mas venceu nos pênaltis por 3 a 1 e foi a final. Em 19 de maio de 2012, ele jogou na partida contra o Chelsea. Ele não conseguiu fazer nenhum gol.

#### 2012–13
Marcou um gol contra o Schalke 04 em 10 de fevereiro, em uma vitória por 4 a 0 dentro de casa com gol marcado aos 18 minutos do segundo tempo. E fez mais dois gols contra o Werder Bremen em uma vitória por 6 a 1 dentro de casa antes da partida contra o Arsenal na UEFA Champions League.[carece de fontes?] Fez o gol da vitória do Bayern por 1 a 0 sobre o Hoffenheim fora de casa. No dia 3 de março.[carece de fontes?] Fez um gol contra o Bayer Leverkusen em 16 de março, na vitória por 2 a 1 fora de casa. Fez hat-trick na vitória da equipe por 6 a 1 sobre o Wolfsburg pela Copa da Alemanha em 16 de abril de 2013. Na semana seguinte dia 20 de abril, fez dois gols na goleada do Bayern novamente por 6 a 1 sobre o Hannover 96 mas desta vez pelo campeonato alemão.[carece de fontes?] Em 23 de abril, fez o segundo dos quatro gols sobre o Barcelona pela Liga dos Campeões da UEFA, no jogo seguinte o Bayern pode perder por até três gols de diferença.[carece de fontes?] No segundo jogo sua equipe bateu o Barcelona novamente desta vez por 3 a 0 e avançou para a final da competição. Na primeira partida entre Bayern e Dortmund antes da final da UEFA Champions League, Gómez marcou o primeiro e único gol do Bayern na partida no empate por 1 a 1 em 4 de maio.[carece de fontes?]
Apesar de ter perdido o melhor meio de os três primeiros meses da campanha, Gómez ainda conseguiu 11 gols na Bundesliga, colocando-o como o terceiro artilheiro da liga para o clube. Na final da Copa da Alemanha, contra o Stuttgart, Gómez marcou duas vezes, ajudando a sua equipe a vencer por 3 a 2 e conquistar a tríplice coroa.

### Fiorentina
Foi anunciado pela Fiorentina no dia 8 de julho de 2013, assinando contrato por quatro temporadas com o clube italiano. No entanto, o jogador sofreu bastante em sua chegada em decorrência de uma lesão no joelho, e acabou ficando fora da Copa do Mundo FIFA de 2014 realizada no Brasil.

### Besiktas
Em 30 de julho de 2015 foi emprestado por uma temporada ao Besiktas, da Turquia. Optou por não renovar o empréstimo devido à situação política do país, em referência a Tentativa de golpe de Estado na Turquia em 2016.

### Wolfsburg
Foi contratado pelo Wolfsburg em 17 de agosto de 2016.

### Retorno ao Stuttgart
Acertou seu retorno ao Stuttgart no dia 22 de dezembro de 2017, assinando com o clube por três temporadas.

## Seleção Nacional
Gómez tem tanto a cidadania alemã e espanhola, mas escolheu atuar pela Alemanha, por onde defendeu todas as Seleções de base. O atacante realizou sua estreia pela Seleção Alemã principal no dia 7 de fevereiro de 2007, numa vitória por 3 a 1 contra a Suíça, marcando o segundo gol da Alemanha. Gómez voltou a balançar as redes pela Nationalelf no dia 2 de junho, marcando dois gols que contribuíram para a goleada por 6 a 0 contra San Marino, em jogo válido pelas Eliminatórias da Euro 2008.

### Euro 2008
Após uma série de torneios amistosos, o treinador Joachim Löw convocou Mario Gómez para a Euro 2008. Löw rompeu a parceria de Lukas Podolski e Miroslav Klose, com Podolski se mudando para a ponta-esquerda em detrimento do talismã meio-campista Bastian Schweinsteiger, e Klose e Gómez formaram a dupla de ataque titular. No entanto, Mario não foi capaz de repetir seu bom desempenho pelo clube e perdeu várias chances claras, incluindo uma contra a Áustria. Os alemães venceram com um gol de falta de Michael Ballack e avançaram para as quartas de final, mas Löw colocou Gómez no banco e reverteu a parceria Podolski e Klose no ataque. Gómez não foi utilizado nas quartas e nem na semifinal, mas saiu do banco e entrou na final, no dia 29 de junho. Como teve poucas chances na partida, não conseguiu impedir a derrota da Alemanha por 1 a 0 para a Espanha.

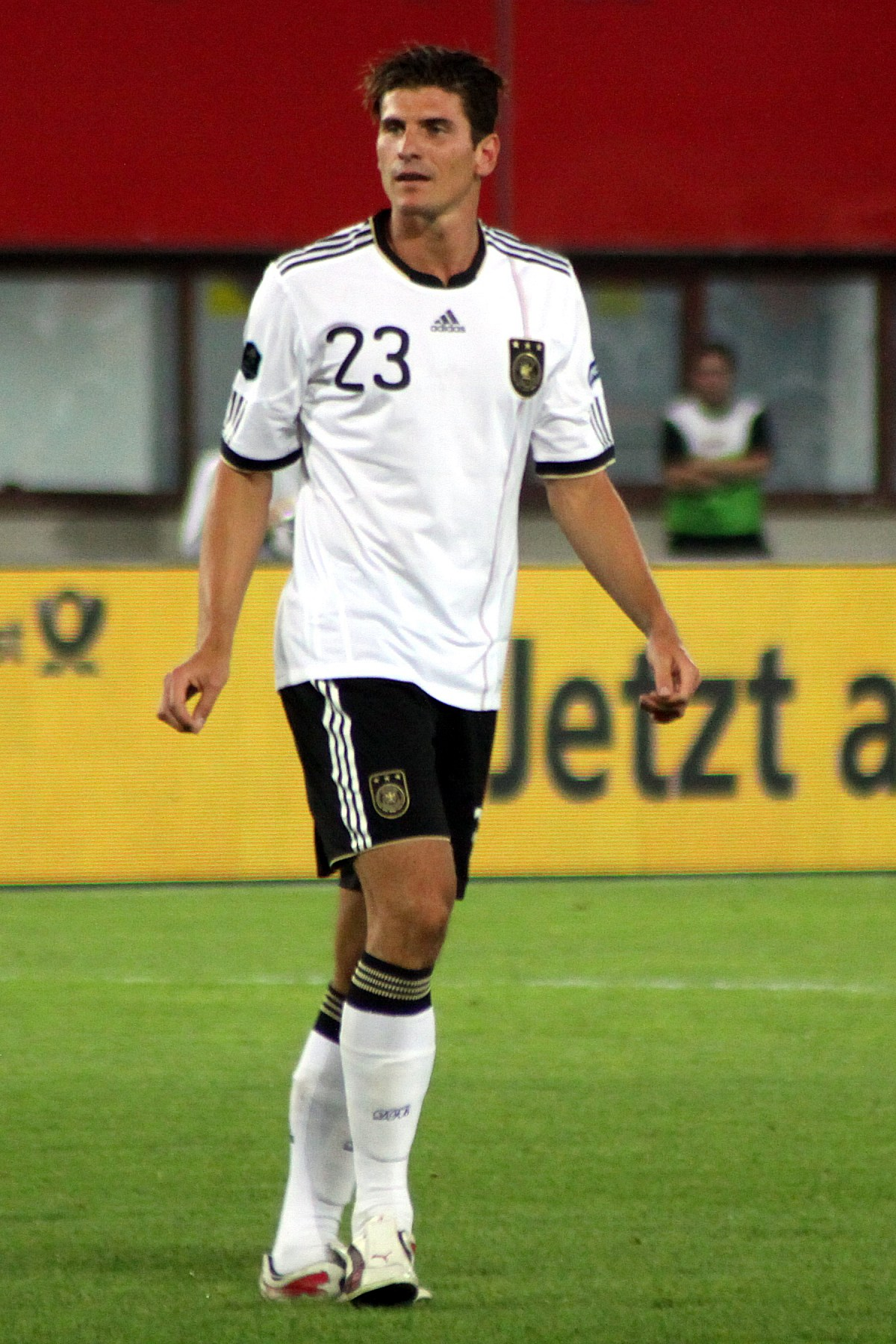
Gómez atuando pela Alemanha em 2011

### Copa do Mundo 2010
Em um amistoso contra o Emirados Árabes Unidos, no dia 2 de junho de 2009, Gómez marcou quatro gols, terminando sua seca de gols de 15 jogos para a equipe nacional na goleada por 7 a 2.
Gómez foi nomeado como um dos seis atacantes da equipe de Joachim Löw de 23 jogadores para a Copa do Mundo de 2010 na África do Sul. Ele apareceu em quatro dos sete jogos da Alemanha na Copa do Mundo, todos começou no banco, contra a Austrália, substituindo Mesut Özil aos 28 minutos do segundo tempo, a Sérvia, chegando para lateral-esquerdo Holger Badstuber no minuto 31 do segundo tempo, Inglaterra, chegando para companheiro frente Miroslav Klose, aos 27 minutos do segundo tempo e Espanha substituindo o volante Sami Khedira aos 35 minutos do segundo tempo. Mais uma vez ele não conseguiu marcar.

### Euro 2012

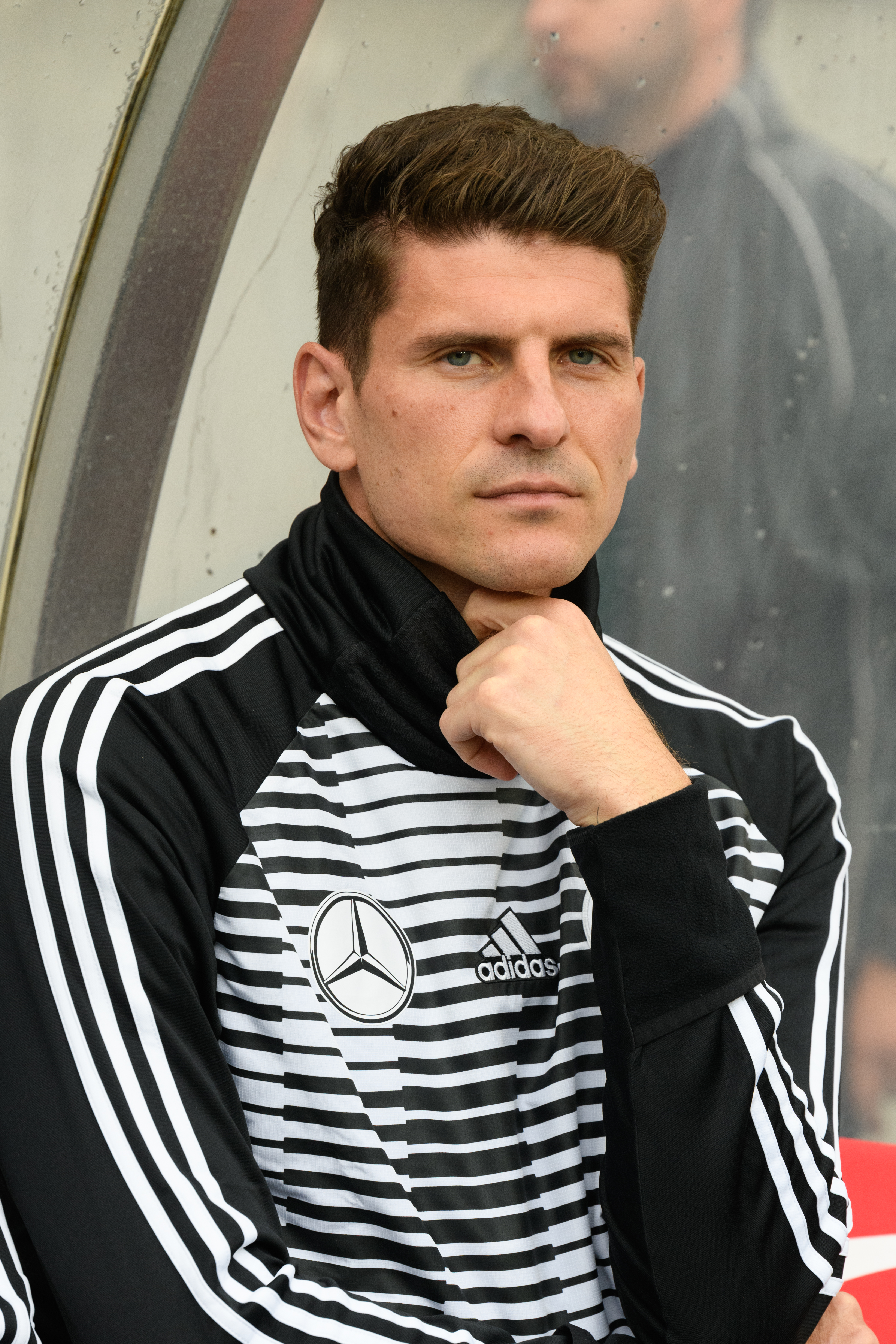
Gómez com a Seleção Alemã em 2018

Apesar de ser a segunda opção atrás de Miroslav Klose como centro-avante da Alemanha durante a qualificação para a Euro 2012, Gómez jogado regularmente, contribuiu com gols contra cada adversário dessa campanha: Cazaquistão, Áustria, Azerbaijão, Turquia e Bélgica. Isso inclui dois gols contra a Áustria em uma vitória por 2 a 1 fora de casa, no Ernst-Happel-Stadion.
Antes da Euro 2012, com um empate em 3 a 3 contra a Ucrânia no jogo de abertura do renovado Estádio Olímpico de Kiev.
Gómez marcou o único gol da vitória sobre Portugal por 1 a 0, na primeira partida da Euro 2012. Em seguida, ele marcou duas vezes contra a Holanda, no segundo jogo da Alemanha no grupo B, tornando-a três gols em dois jogos. No final, ele se tornou o segundo artilheiro do torneio atrás de Fernando Torres. Ambos tiveram 3 gols e uma assistência, no entanto, Torres se tornou o artilheiro do torneio por ter jogado menos minutos do que Gómez.
| #   | Data                   | Local                                                   | Adversário             | Placar | Resultado | Competição                     |
| --- | ---------------------- | ------------------------------------------------------- | ---------------------- | ------ | --------- | ------------------------------ |
| 1.  | 7 de fevereiro de 2007 | LTU Arena, Düsseldorf, Alemanha                         | Suíça                  | 2–0    | 3–1       | Amistoso                       |
| 2.  | 2 de junho de 2007     | Frankenstadion, Nuremberg, Alemanha                     | San Marino             | 4–0    | 6–0       | Eliminatórias da Euro 2008     |
| 3.  | 2 de junho de 2007     | Frankenstadion, Nuremberg, Alemanha                     | San Marino             | 5–0    | 6–0       | Eliminatórias da Euro 2008     |
| 4.  | 6 de fevereiro de 2008 | Ernst-Happel-Stadion, Viena, Áustria                    | Áustria                | 3–0    | 3–0       | Amistoso                       |
| 5.  | 26 de março de 2008    | St. Jakob-Park, Basel, Suíça                            | Suíça                  | 2–0    | 4–0       | Amistoso                       |
| 6.  | 26 de março de 2008    | St. Jakob-Park, Basel, Suíça                            | Suíça                  | 3–0    | 4–0       | Amistoso                       |
| 7.  | 2 de junho de 2009     | Estádio Xeique Zayed, Abu Dhabi, Emirados Árabes Unidos | Emirados Árabes Unidos | 2–0    | 7–2       | Amistoso                       |
| 8.  | 2 de junho de 2009     | Estádio Xeique Zayed, Abu Dhabi, Emirados Árabes Unidos | Emirados Árabes Unidos | 4–0    | 7–2       | Amistoso                       |
| 9.  | 2 de junho de 2009     | Estádio Xeique Zayed, Abu Dhabi, Emirados Árabes Unidos | Emirados Árabes Unidos | 5–0    | 7–2       | Amistoso                       |
| 10. | 2 de junho de 2009     | Estádio Xeique Zayed, Abu Dhabi, Emirados Árabes Unidos | Emirados Árabes Unidos | 7–2    | 7–2       | Amistoso                       |
| 11. | 5 de setembro de 2009  | BayArena, Leverkusen, Alemanha                          | África do Sul          | 1–0    | 2–0       | Amistoso                       |
| 12. | 29 de maio de 2010     | Estádio Puskás Ferenc, Budapest, Hungria                | Hungria                | 2–0    | 3–0       | Amistoso                       |
| 13. | 11 de agosto de 2010   | Parken Stadium, Copenhagen, Dinamarca                   | Dinamarca              | 1–0    | 2–2       | Amistoso                       |
| 14. | 12 de outubro de 2010  | Astana Arena, Astana, Cazaquistão                       | Cazaquistão            | 2–0    | 3–0       | Eliminatórias da Euro 2012     |
| 15. | 29 de março de 2011    | Borussia-Park, Mönchengladbach, Alemanha                | Austrália              | 1–0    | 1–2       | Amistoso                       |
| 16. | 29 de maio de 2011     | Rhein-Neckar-Arena, Sinsheim, Alemanha                  | Uruguai                | 1–0    | 2–1       | Amistoso                       |
| 17. | 3 de junho de 2011     | Ernst-Happel-Stadion, Viena, Áustria                    | Áustria                | 1–0    | 2–1       | Qualificações para Euro 2012   |
| 18. | 3 de junho de 2011     | Ernst-Happel-Stadion, Viena, Áustria                    | Áustria                | 2–1    | 2–1       | Qualificações para Euro 2012   |
| 19. | 7 de junho 2011        | Estádio Republicano Tofiq Bahramov, Baku, Azerbaijão    | Azerbaijão             | 2–0    | 3–1       | Qualificações para Euro 2012   |
| 20. | 7 de outubro de 2011   | Turk Telekom Arena, Istanbul, Turquia                   | Turquia                | 1–0    | 3–1       | Qualificações para Euro 2012   |
| 21. | 11 de outubro de 2011  | Esprit Arena, Düsseldorf, Alemanha                      | Bélgica                | 3–0    | 3–1       | Qualificações para Euro 2012   |
| 22. | 31 de maio de 2012     | Zentralstadion, Leipzig, Alemanha                       | Israel                 | 1–0    | 2–0       | Amistoso                       |
| 23. | 9 de junho de 2012     | Arena Lviv, Lviv, Ucrânia                               | Portugal               | 1–0    | 1–0       | Euro 2012                      |
| 24. | 13 de junho de 2012    | Estádio Metalist, Kharkiv, Ucrânia                      | Países Baixos          | 1–0    | 2–1       | Euro 2012                      |
| 25. | 13 de junho de 2012    | Estádio Metalist, Kharkiv, Ucrânia                      | Países Baixos          | 2–0    | 2–1       | Euro 2012                      |
| 26. | 26 de março de 2016    | Estádio Olímpico de Berlim, Berlim, Alemanha            | Inglaterra             | 2–0    | 2–3       | Amistoso                       |
| 27. | 29 de maio de 2016     | SGL Arena, Augsburgo, Alemanha                          | Eslováquia             | 1–3    | 1–3       | Amistoso                       |
| 28. | 21 de junho de 2016    | Estádio Parc des Princes, Paris, França                 | Irlanda do Norte       | 1–0    | 1–0       | Euro 2016                      |
| 29. | 26 de junho de 2016    | Stade Pierre-Mauroy, Lille, França                      | Eslováquia             | 2–0    | 3–0       | Euro 2016                      |
| 30. | 26 de março de 2017    | Estádio Republicano Tofiq Bahramov, Baku, Azerbaijão    | Azerbaijão             | 3–1    | 4–1       | Elim. da Copa do Mundo de 2018 |
| 31. | 4 de setembro de 2017  | Mercedes-Benz Arena, Stuttgart, Alemanha                | Noruega                | 6–0    | 6–0       | Elim. da Copa do Mundo de 2018 |

## Estilo de jogo
Conhecido pela boa finalização com ambos os pés, Gómez tinha como principal característica o cabeceio, o que fazia dele uma constante ameaça aérea. Sua melhor habilidade no entanto continua sendo sua capacidade de antecipar passes e cruzamentos, além do bom posicionamento na grande área. Arsène Wenger descreveu-o como "um grande finalizador, que é muitas vezes no lugar certo para acabar com movimentos". Além disso, seu equilíbrio de corpo e capacidade de fazer o papel do pivô muitas vezes criava problemas para os defensores. Durante seu tempo no Bayern, sua capacidade de aparecer "no lugar certo na hora certa" provou ser uma das armas mais letais. Como a equipe possuía jogadores velozes e habilidosos como Franck Ribéry e Arjen Robben, Gómez se beneficiava do seu bom posicionamento e marcava muitos gols.

## Vida pessoal
Nascido em Riedlingen, no estado de Baden-Württemberg, no sudoeste da Alemanha, possui ascendência e cidadania espanhola, pois seu pai é espanhol e sua mãe é alemã. Entre 2004 e 2012 namorou com a farmacêutica Silvia Meichel.
Mario Gómez é conhecido por ser franco sobre questões sociais. Sobre a homossexualidade no futebol, ele afirmou que acredita que jogadores gays devem ser "abertos sobre sua sexualidade" e pensa que "eles iriam jogar como se tivessem sido libertados". Ele também gostaria que houvesse uma "reflexão radical" sobre a homossexualidade no futebol.

## Títulos
Stuttgart
- Bundesliga: 2006–07

Bayern de Munique
- Bundesliga: 2009–10 e 2012–13
- Copa da Alemanha: 2009–10 e 2012–13
- Supercopa da Alemanha: 2010 e 2012
- Liga dos Campeões da UEFA: 2012–13

Besiktas
- Süper Lig: 2015–16

### Prêmios individuais
- Futebolista Alemão do Ano: 2007
- Artilheiro da Copa da Alemanha: 2007–08 (6 gols) e 2012–13 (6 gols)
- Seleção da Bundesliga: 2007–08, 2010–11 e 2011–12
- Artilheiro da Bundesliga: 2010–11 (28 gols)
- Artilheiro da Eurocopa: 2012 (3 gols)
- 56º melhor jogador do ano de 2012 (The Guardian)[57]
- Artilheiro da Copa da Itália: 2014–15 (4 gols)
- Artilheiro da Süper Lig: 2015–16 (26 gols)